# Xiaosha (köpinghuvudort i Kina, Zhejiang Sheng, lat 30,11, long 122,06)
Xiaosha är en köpinghuvudort i Kina. Den ligger i provinsen Zhejiang, i den östra delen av landet, omkring 180 kilometer öster om provinshuvudstaden Hangzhou. Antalet invånare är 12 127. Befolkningen består av 5 395 kvinnor och 6 732 män. Barn under 15 år utgör 6,0 %, vuxna 15-64 år 73 %, och äldre över 65 år 19,0 %.
Runt Xiaosha är det mycket tätbefolkat, med 1 056 invånare per kvadratkilometer. Närmaste större samhälle är Lincheng, 18,4 km sydost om Xiaosha. I omgivningarna runt Xiaosha växer i huvudsak blandskog.
Genomsnittlig årsnederbörd är 1 673 millimeter. Den regnigaste månaden är juni, med i genomsnitt 332 mm nederbörd, och den torraste är januari, med 48 mm nederbörd.